# Saint-Martin-de-Villereglan
Saint-Martin-de-Villereglan – miejscowość i gmina we Francji, w regionie Oksytania, w departamencie Aude.
Według danych na rok 1990 gminę zamieszkiwały 223 osoby, a gęstość zaludnienia wynosiła 24 osoby/km² (wśród 1545 gmin Langwedocji-Roussillon Saint-Martin-de-Villereglan plasuje się na 689. miejscu pod względem liczby ludności, natomiast pod względem powierzchni na miejscu 791.).